# Bullom jezici
Bullom jezici maleni skup od (4) nigersko-kongoanska jezika iz Sijera Leone koji čini ogranak šire skupine bullom-kissi. Najzbačajniji među njima je sherbro sa 135.000 govornika (1989 Kaiser), dok ostale govori po nekoliko stotina ljudi. Obuhvaća 4 jezika u dvije podskupine, to su: 
a. sjeverni: bom [bmf], bullom so [buy];
b. južni: krim [krm], sherbro [bun].

## Vanjske poveznice
- Ethnologue (14th)
- Ethnologue (15th)